# Душан Ђ. Алимпић
Душан Алимпић (Барич, 15. јун 1873 — Београд, 5. октобар 1930) био је српски политичар и аутор. Он је био начелник Министарства унутрашњих дела.

## Биографија
Рођен је у Баричу. Основну школу завршио је у Шапцу, гимназију у Крагујевцу а Права је завршио у Београду. По завршетку студија стручно се усавршавао у Француској, Белгији и Швајцарској где је и проучавао управно-полицијску струку и рад техничке полиције. У Лозани је специјализовао модерне криминалистичке поступке, пре свега Антропометријску методу по Алфонсу Бертилону (тзв. Бертилонаж), код професора Арчибалда Рајса, са којим је успоставио одличне професионалне и личне односе а као уредник листа Полицијски гласник Душан објављује преводе радова свог истакнутог професора: О Бертилонажу, Полицијске технике, Примена научних метода у полицијским и судским истраживањима, Злочиначка удружења и банде, Потказивачи, Злочин као позив и спорт.
Од 1905. године био је Секретар Антропометријског полицијског одељења (техничка полиција), касније већ 1910. године постао је први инспектор затим и шеф тог одељења које је основано његовим настојањем. Од 1908. до 1910. године био је управник Београдске вароши. Од 1914. године, када се Бранислав Нушић повукао са положаја начелника, Алимпић постаје обласни инспектор за Охридски, Битољски и Тиквешки округ како би својом тактиком, искуством, правичношћу и строгошћу, завео ред и законитост, којих у време Турака у овој области није било. Био је начелник у Министарству унутрашњих дела 1918—1924. године. Залагао се за енергичније мере у изградњи савремене и јединствене полиције. Од 1924. године је унапређен у великог жупана и недуго затим пензионисан.
Ђорђе Карађорђевић у својим мемоарима оптужује Душана Алимпића да је користио свој положај управника вароши како би могао олако да учествује у дуготрајној кампањи против њега, која ће, после инцидента са Коларевићем, довести и до одрицања од престола. Био је близак „Црнорукцима“, па је и на Солунском процесу дао исказе који нису теретили оптуженог Велимира Вемића.

## Дела
Аутор је и следећих дела:
- „Историјски развитак полицијских власти у Србији“ (1905)
- „Управне власти у старој српској царевини“ (1921).
- „Полицијски речник“ (1924)

Уређивао је стручни часопис „Полицијски гласник“. Био је његов други по реду уредник, а од 1919, заједно са Васом Лазаревићем сувласник и коуредник и у том својству га водио све до своје смрти 1930. године.

## Одликовања
- Орден Белог орла, петог степена
- Орден Светог Саве, трећег реда